# 円山雅也
円山 雅也（まるやま まさや、1926年10月19日 - 2004年12月）は日本の弁護士、政治家。参議院議員（1期）。別名・遠山雅之。

## 来歴・人物
東京府東京市京橋区（後の東京都中央区京橋）出身。父は日本弁護士連合会会長を務めた円山田作。
1950年、日本大学法学部を卒業後、司法試験に合格。1952年には判事補となる。1956年に退官し弁護士登録、東京弁護士会所属。「円山雅也法律相談事務所」（後の「円山法律事務所」）を設立。以後メディアを中心にわかりやすい法律解説で人気を集め、1975年から日本テレビ系で開始されたテレビ番組『テレビ三面記事 ウィークエンダー』では番組監修を務めただけでなく自らも解説者として出演しており、同番組が円山の知名度を上げるきっかけとなりタレント弁護士の草分け的存在となる。
1977年には第11回参院選において新自由クラブ公認で全国区から出馬し当選、参議院議員となる。その後自由民主党に転じるも、全国区制が廃止され比例代表制が導入された1983年の第12回参院選で落選した。
落選後の1985年12月頃、顧問を務めていた会社の依頼を受け、同社が販売する抵当証券のための推薦文を書き、顔写真や「前参議院議員」等の経歴とともに同社に渡したが、これらが顧問弁護士の肩書きを付けられ一般消費者向けの広告に掲載された。円山は推薦文を書くに当たって同社の事業内容や営業活動、推薦文の利用方法について調査・確認しておらず、広告に掲載されたことを知った後もこれを放置し、十分な対応を行わなかった。この結果同社の詐欺的商法に利用され、抵当証券を購入した多数の客が損害を被ったとして1991年12月、東京弁護士会より業務停止1ヶ月の処分を受けた。この処分の後、自民党を離党している。
その後進歩党に入党し、同党公認で参院選神奈川選挙区から2回出馬するも当選できず、政界を引退。弁護士活動に専念した。
1996年秋の叙勲で勲三等旭日中綬章。
法律に関する著書も多数。また小説も執筆、『妻は告白する』（1961年）・『大悪党』（1968年、原題『悪徳弁護士』）は映画化もされた。
2004年12月死去、78歳。

## 選挙歴
- 1977年 参議院議員（全国区）新自由クラブ公認で当選
  - 法務政務次官
- 1983年 参議院議員（比例区）自民党公認で落選
- 1989年 参議院議員（神奈川選挙区）進歩党公認で落選
  - 進歩党副代表
- 1992年 参議院議員（神奈川選挙区）進歩党公認で落選

## 著書
- 『二人の登攀者』（ケルン新書）朋文堂 1963
- 『愛情裁判 "男と女"のトラブル解決法』（サラリーマン・ブックス）読売新聞社 1964
- 『SEX-どこまでが スレスレの知恵と心得』（プレイブックス）青春出版社 1965
- 『悪徳弁護士』（エース・ブックス）自由国民社 1967
- 『手形に強くなる事典』ダイヤモンド社 1968
- 『男性用六法全書』（エース・ブックス）自由国民社 1968
- 『法のアナで儲けろ』（エース・ブックス）自由国民社 1968
- 『借金に強くなる事典 わかりやすい金銭貸借の法律』ダイヤモンド社 1968
- 『女から逃げだす法律の本』遠山雅之 自由国民社 1969
- 『女自身を盗む奴』遠山雅之 自由国民社 1969
- 『喧嘩六法 ビジネスマン 上役との喧嘩から家庭での喧嘩まで』遠山雅之 エール出版社, 1969
- 『契約に強くなる事典』ダイヤモンド社 1969
- 『生活の法律 円山雅也ビジネスマン六法』ダイヤモンド社 1969
- 『悪徳不動産屋』遠山雅之 ルック社 1969
- 『営業の法律 円山雅也ビジネスマン六法』ダイヤモンド社 1969
- 『経営の法律 円山雅也ビジネス六法』ダイヤモンド社 1969
- 『労組操縦法 もし失敗すると倒産する』KKベストセラーズ 1970
- 『金銭の法律 円山雅也ビジネスマン六法』ダイヤモンド社 1970
- 『犯罪の法律 円山雅也ビジネスマン六法』ダイヤモンド社 1970
- 『女上位の六法全書』自由国民社 1970
- 『色道法律指南 五分間』遠山雅之 新風出版社 1970
- 『紛争の法律 円山雅也ビジネスマン六法』ダイヤモンド社 1970
- 『悪質不動産屋・総点検』遠山雅之 ルック社 1970
- 『ケンカに強くなる本 相手を叩きのめすアイデア』遠山雅之 エール出版社 1970
- 『危ない法律常識 弁護士にかけこむ前に』ベストセラーズ 1971
- 『どこまでが無罪か』ルック社 1971
- 『虫の良い法律相談 あなたのわがままのすべてに答える本』エール出版社 1971
- 『女性がトクする法律の本』自由国民社 1971
- 『クイズ式法律入門』日本ライフブックス 1971
- 『銭と女の法律 マジメな奴が損をする』ベストセラーズ 1971
- 『法律感覚 ビジネスを生かす"理詰めの習性"』日本経済新聞社 1972
- 『裏から読む法律 常識では解決できないことが解決できる本』エール出版社 1972
- 『開店開業の法律術 独立自営の急所をつかむ』（アップブックス）文潮出版 1972
- 『SEX法律相談』（読売新書）読売新聞社 1972
- 『会社殺し あなたの企業も狙われている』（Horei books）日本法令様式販売所 1973
- 『遊び上手になる50のテクニック プレイボーイのための法律集』スポーツニッポン新聞社出版局 1973
- 『殺意の岩壁』三笠書房 1974
- 『ウラからのぞいた会社法 重役・社員の法律処世術』日本法令様式販売所 1974
- 『性』（暮しのための裁判知識）第一法規出版 1974
- 『不動産取引』（暮しのための裁判知識）第一法規出版 1974
- 『夫婦 暮しのための裁判知識』第一法規出版 1975
- 『手形 暮しのための裁判知識』第一法規出版 1975
- 『遺言と遺言書の本 相続争いと遺言の効用』丸ノ内出版 1975
- 『18歳未満の法律 その罪と罰』（ワニの豆本）ベストセラーズ 1975
- 『株の法律 儲け上手の知恵袋になる本』（マネーシリーズ）文潮出版 1975
- 『0才からの人生六法 年齢別ですぐ引ける』（Chisan books）地産出版 1975
- 『こんなときどうする? 弁護士の書いた処方箋134』第一法規出版 1976
- 『住まいのイザコザ こんなときどうする 円山雅也の実例相談』住宅新報社 1976
- 『商売に強くなる法律急所 こんなときどうする 実例相談』住宅新報社 1976
- 『続こんなときどうする? 弁護士の書いた処方箋122』第一法規出版 1977
- 『損をしない遺産相続』（Big backs） 講談社 1978
- 『まちがった家計の常識 あなたの赤字は頭ひとつで埋められる』（舵輪ブックス）日本文芸社 1979
- 『頭のいい示談事典 この言い方で何万円も違う』（プレイブックス）青春出版社 1980
- 『助けだちヤング六法』（オレンジバックス）講談社 1980
- 『住まい作りの落とし穴 安全・確実な取引の秘けつ』第一法規出版 1980
- 『財産争い弁護士の入れ知恵』（オレンジバックス） 講談社 1980
- 『こんな男を選びなさい 幸福になるための男性分類学』（実日新書）実業之日本社 1982
- 『こんな女を選びなさい 泣きをみないための比較女性学』（実日新書）実業之日本社 1982
- 『契約文書の作成 ここが急所 契約条項ひとつで損得が決まる』（円山雅也のビジネス説法）ダイヤモンド社 1983
- 『こんな相手を探しなさい ベスト・カップルへの相性分析学』（実日新書）実業之日本社 1983
- 『ホワイトカラーをドブネズミ色にするな お金がなくともカッコよくやれる』（PHPブックス） PHP研究所 1983
- 『強姦』実業之日本社 1983
- 『手形の活用 ここが急所 1枚の紙きれが損得を変える』（円山雅也のビジネス説法）ダイヤモンド社 1984
- 『円山雅也の民法・刑法入門 女とお金で一生を棒にふらないために』（実日新書）実業之日本社 1984
- 『お姑さんの嫁離れつき合い術88』主婦の友社 1984
- 『商取引のポイント ここが急所 チェックの仕方で損得が分かれる』（円山雅也のビジネス説法）ダイヤモンド社 1984
- 『素敵な女性は出会いも上手 理想の結婚への新・お見合い学』（実日新書）実業之日本社 1984
- 『サラリーマン24時間の法律 ここが急所 堂々人生のための60の知恵』（円山雅也のビジネス説法）ダイヤモンド社 1984
- 『円山雅也の頭を使って結婚しなさい』主婦の友社 1984
- 『かしこい人の実例遺言イキイキ活用法』（サラ・ブックス）二見書房 1986
- 『夫が思わず笑顔になる本 妻が勘ちがいしている夫の本音』みみずくぷれす 1986
- 『金儲け!!法律テクニック 弁護士もビックリ!!法律の上手な利用法』（ポスト・ブック）ジャパンポスト出版部 1987
- 『愛だけでは幸せな結婚は望めない 結婚への知的アプローチ』（実日新書）実業之日本社 1987
- 『住まいの"もめごと"110番 住宅・マンション・アパート』（実日新書）実業之日本社 1988
- 『不倫への知的アプローチ 若き愛人たちへの警告も含めて』ジャパンポスト出版部 1988
- 『「60点の彼」なら幸せとしよう あなたの彼を採点してみなさい』（実日新書）実業之日本社 1988
- 『18歳未満の法律 少年A・少女Bの罪と罰』（ワニ文庫）ベストセラーズ 1994
- 『穂高S壁の殺意 弁護士入江卓夫の事件メモ』（J.K books）自由国民社 1994
- 『<お金>うまい話し方 海千山千もお手上げ 泣き寝入りしない裏のウラ・実利の知恵』（プレイブックス）青春出版社 1994
- 『法の死角 織田大介の仕掛けノートより』（ゼニスの本）ゼニスプラニング 1994
- 『男と女の六法 弁護士の入れ知恵』（J.K books）自由国民社 1994
- 『酔いどれ弁護士』（ゼニスの本)ゼニスプラニング 1994
- 『食品営業法律の落とし穴』日本食品衛生協会 1996
- 『スカートの中の社会学 法律はセクシャル・トラブルをどう裁くか』泉書房 1997
- 『日本国おかしなおかしな法律 "はめられない"ための実戦講座 "知らなかった"じゃすまない法律の抜け穴落し穴』自由国民社 1997
- 『セクシャル・トラブルを法律はどう裁くか』泉書房 1999

### 共著・監修
- 『実用法律のクイズ』有賀正明共著 朝日書店（朝日books）  1967
- 『まんがでわかる民法』大友朗共著 集英社 1983
- 『まんがでわかる刑法』堀江卓共著 集英社 1983
- 『まんがでわかる女と男の法律』水島健一朗共著 集英社 1984
- 『まんがでわかる民法の落とし穴』高橋タクミ まんが. 集英社 1987
- 『まんがでわかる商法』森田拳次まんが. 集英社 1987
- 『まんがでわかる刑法の落とし穴』堀江卓 まんが. 集英社 1987
- 『最新!まんがでわかる刑法』辰巳ヨシヒロまんが. 集英社 1994
- 『災害事故トラブル解決大百科 生命・財産・家族を守る』萩原尊禮, 糸川英夫と監修. 講談社（ライフカルチュアシリーズ） 1982

## 出演番組
- 東京ダイヤル（TBSラジオ）
- 円山雅也の六法やぶれ（朝日放送ラジオ）

## 関連人物
- 鈴木善幸
- 中曽根康弘
- 渡邉恒雄